# Hadena intermedia
Hadena intermedia là một loài bướm đêm trong họ Noctuidae.